# Chimen, Fujian
Chimen är en socken i sydöstra Kina. Den ligger i stadsdistriktet Yanping i staden Nanping i provinsen Fujian, omkring 100 kilometer nordväst om provinshuvudstaden Fuzhou. Antalet invånare är 5 028. Befolkningen består av 2 398 kvinnor och 2 630 män. Barn under 15 år utgör 17,0 %, vuxna 15-64 år 66 %, och äldre över 65 år 15,0 %.